# Dani Flaco
Daniel Sánchez García, conocido como Dani Flaco (Hospitalet de Llobregat, 10 de mayo de 1977), es un poeta y cantautor español.

## Biografía
Artista surgido de Bellvitge, barrio de la ciudad barcelonesa de Hospitalet de Llobregat. De padre murciano y madre catalana, una de sus pasiones desde bien pequeño, aparte de la música, fue el fútbol, destacando en el equipo de su barrio, la Unión Deportiva Unificación Bellvitge, al punto que despertó el interés de clubes como el Centre d'Esports L'Hospitalet y el RCD Español. Una lesión frustró su carrera deportiva, percance que le hizo centrarse plenamente en la música. 
En cuanto a trayectoria musical se refiere, Dani estudió solfeo a los 10 años de edad, y con 15 años participó con la banda musical de su barrio Amics de la Música de Bellvitge en la ceremonia de inauguración de los Juegos Olímpicos de Barcelona 92. Empezó cantando con varias bandas, como Camálics o Moussa, pero en 2002 decidió emprender una carrera en solitario. Grabó varias maquetas, empezó a hacer conciertos por un gran número de bares de Barcelona y sus alrededores, hasta que en 2006, la discográfica Vicious Group le dio la oportunidad de lanzar su primer disco, Salida de Emergencia (2006). 
Más tarde, en 2008, publicó un nuevo LP, titulado Fuerzas de Flaqueza. Tras estos dos discos, realizó un CD con canciones de estos dos últimos trabajos, pero cantadas en catalán. Este LP recibía el nombre de Xarnego (2008), como se conoce vulgarmente a los catalanes con raíces fuera de Cataluña. 
En 2010 publicó su cuarto disco, Secretos de Sumario. 
2 años después, en el 2012, salió a la venta Cada vez más flaco (Directamente en Barnasants), un CD+DVD grabado en directo en el concierto que Dani ofreció el 3 de febrero de 2012 en el Teatre Joventut de Hospitalet de Llobregat.
En febrero de 2014 salió a la venta el disco Versos y Madera, que vio la luz en gran parte gracias a las aportaciones de sus fanes por el método del crowdfunding.
En 2016 realiza la gira 10 años de flaco y, a dúo con guionista y director de cine Juan Cruz, la gira Flaco Favor en la que combinan canción y poesía. 
En febrero de 2017 salió a la venta Verbenas y Fiestas Menores.
El 19 de septiembre de 2019 publica su primer poemario titulado Uni-versos silvestres.
En octubre de 2019 publica el álbum Al Alimón, versionando algunos de sus temas con varios artistas, entre ellos, Manolo García, Santi Balmes, Ismael Serrano, Álvaro Urquijo, Andrés Suárez, Javier Ruibal, Pedro Guerra, Las Migas, Rebeca Jiménez y Marc Ros (Sidonie).

## Discografía

### Álbumes
- Salida de Emergencia (2006)
- Fuerzas de Flaqueza (2008)
- Xarnego (2009)
- Secretos de Sumario (2010)
- Cada vez más flaco (2012)
- Versos y madera (2014)
- Verbenas y fiestas menores (2017)
- Al alimón (2019)

### Sencillos
- Salida de Emergencia (2006)
- Apaga y Vámonos (2006)
- Fuerzas de Flaqueza (2008)
- Secretos de Sumario (2010)
- No Seamos Enemigos (2010)
- Guarda silencio (2012)
- Nomeolvides (2012)
- Luz de gas (2012)
- De quicio (2012)
- Si quieres (2014)
- Ni se te ocurra (2014)
- Canción de cuna (2014)
- La verbena de su piel (2017)
- Versos y madera (con Manolo García) (2019)